# National Coalition to Abolish the Death Penalty
De National Coalition to Abolish the Death Penalty (NCADP) is een Amerikaanse organisatie die ijvert voor de afschaffing van de doodstraf in de Verenigde Staten. 
De organisatie werd opgericht in 1976, hetzelfde jaar dat het Amerikaanse hooggerechtshof de doodstraf terug operationeel maakte. De NCADP is de enige organisatie tegen de doodstraf in de VS die over een volledig personeelsbestand beschikt, en de enige organisatie die zich enkel richt op de volledige afschaffing van de doodstraf in het land. Hier worden verschillende redenen voor aangevoerd: zo zijn ze van mening dat de doodstraf de waarde van een mensenleven reduceert en de basisrechten van de mens schendt. Verder is men van mening dat een terdoodveroordeling niet onfeilbaar is en dat de slachtoffers van zo een vonnis overwegend tot een etnische minderheid behoren of arm zijn.